# Täcka udden, Lidingö
För andra betydelser, se Täcka udden (olika betydelser).

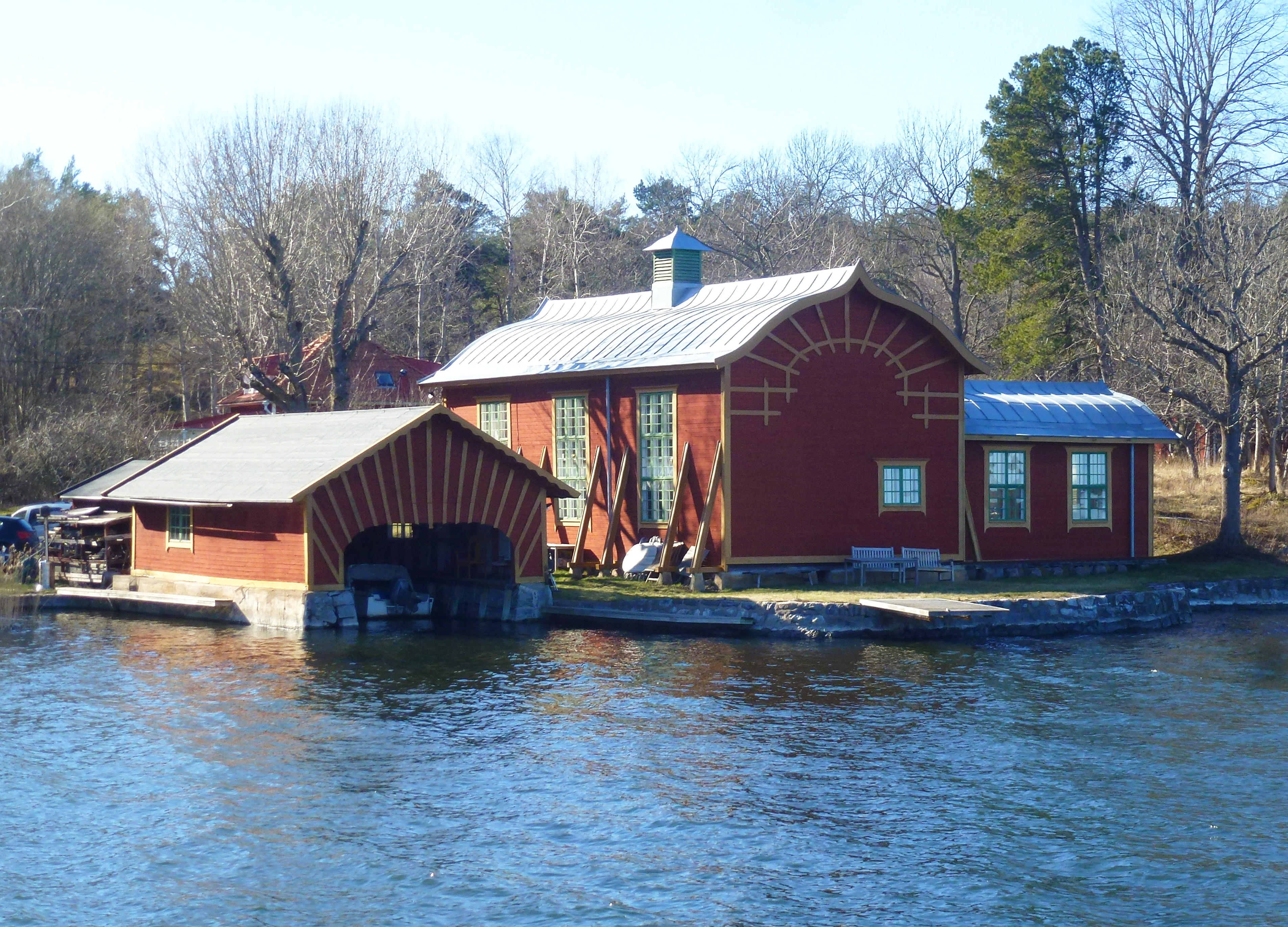
Täcka uddens före detta hangar (till höger) och båthuset, 2020.

Täcka udden är en halvö i kommundelen Grönsta på nordvästra Lidingö kommun vid Grönstavikens strand. På udden finns åtta kulturhistoriskt värdefulla byggnader som samtliga sedan 1985 är lagskyddade byggnadsminnen och uppfördes i början av 1900-talet på uppdrag av uppfinnaren och flygpionjären Carl Richard Nyberg. Täcka Udden hör till världens äldsta anläggningar i motorflygets historia.

## Historik
Carl Richard Nyberg, även kallad Flyg-Nyberg, var byggherre för bebyggelsen på Täcka udden (från det fornsvenska adjektivet thaekk som betyder ”täck, behaglig”). Han uppfann 1882 blåslampan, vars marknadsföring gav honom en förmögenhet. Efter 1800-talets slut och fram till omkring 1910 konstruerade Nyberg åtskilliga experimentfarkoster i syfte att åstadkomma praktiskt användbara flygmaskiner, vars motor skulle utgöras av en ångmaskin. Nybergs dröm var att bli den förste i världen att bygga en fungerande, motordriven flygmaskin och även själv flyga den.
Han utförde prov med sitt experimentflygplan Flugan på en rundbana vid sitt hus på Täcka udden och från 1903 ute på Askrikefjärdens och Grönstavikens is. Flugans grundkonstruktion var visserligen mycket lätt men på grund av ångmaskinens klena effekt hade planet ändå en för svag maskinkraft. Den kunde lyfta sig själv, men inte en medföljande pilot.
För sina experiment inom flygets historia lät Nyberg bygga en hangar och en experimentverkstad i anslutning till hangaren. Han hade även sin bostad, Villa Nyberg, på samma område. Hangaren byggdes 1908 och är den första av den byggnadstypen i Sverige. I hangaren och verkstaden gjordes experiment i avsikt att framställa en lämplig drivkälla (i detta fall en ångmaskin) för flygplan. Här konstruerades också propellrar och styrsystem. Vid samma tid uppfördes även övriga byggnader på udden. Idag är udden delad i två privatägda fastigheter Lidingö 5:191 och 5:192.

Historiska bilder
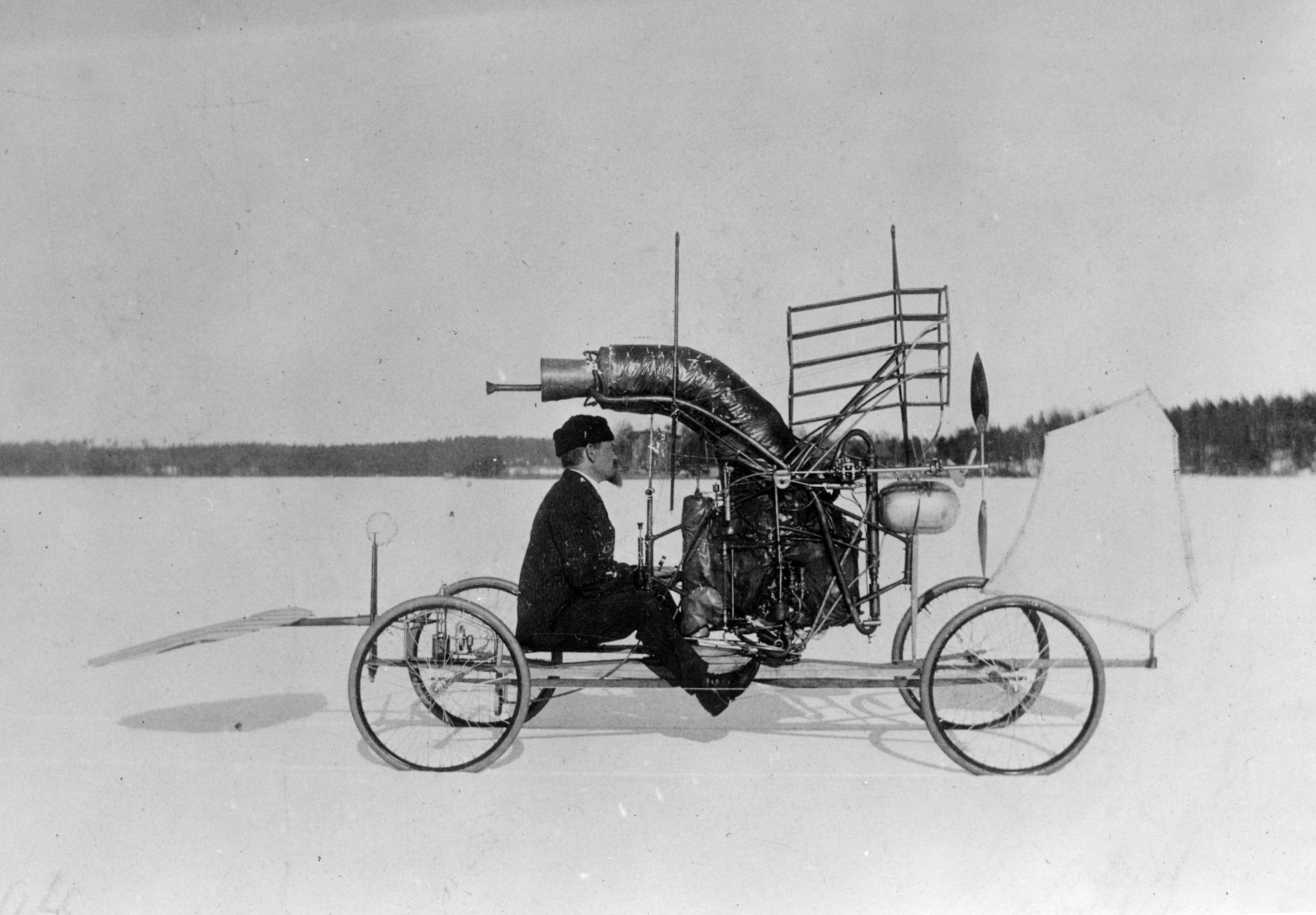
"Flugan" på Askrikefjärdens is, 1904.
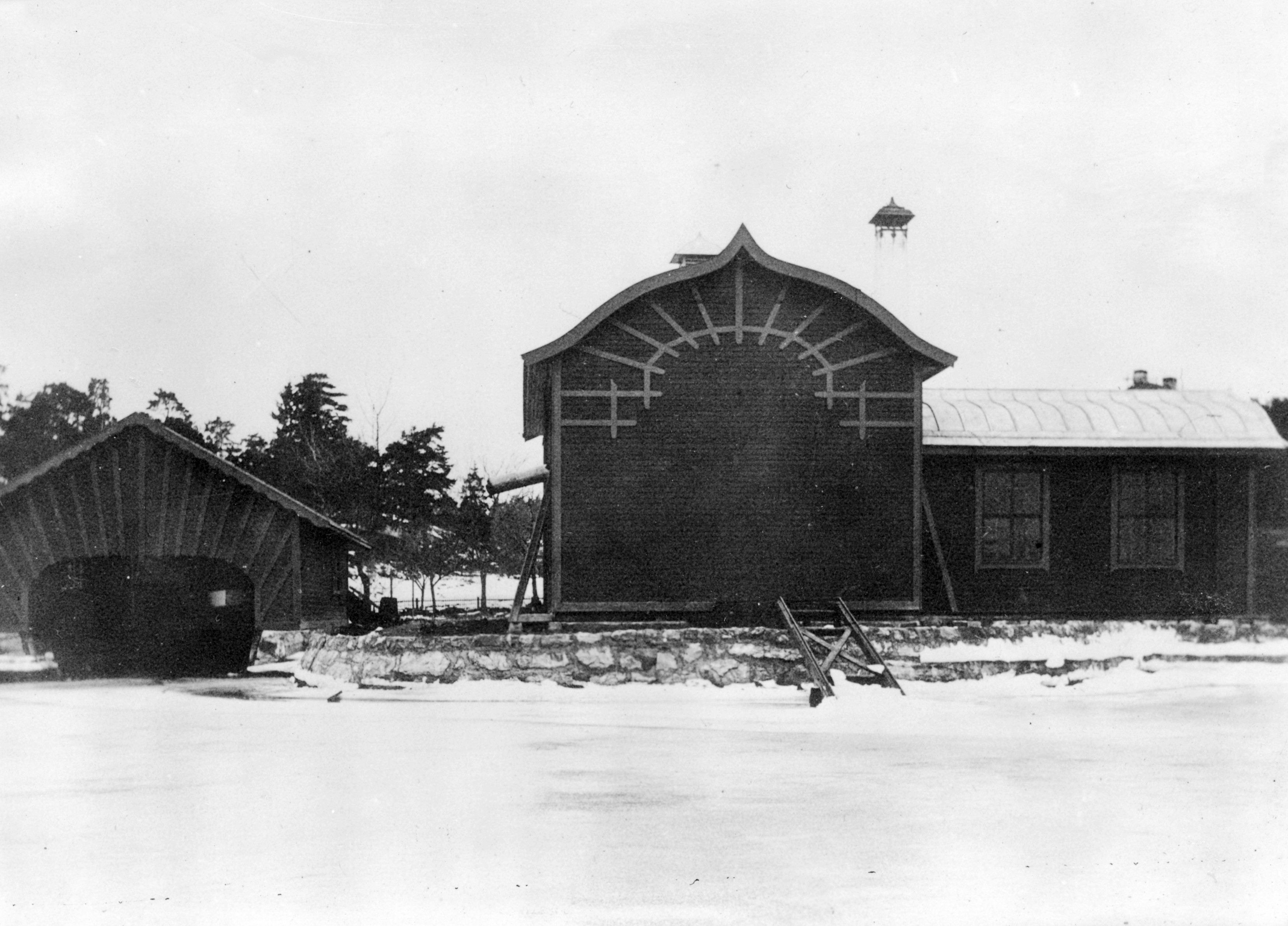
Båthuset, hangaren och verkstaden omkring 1910.
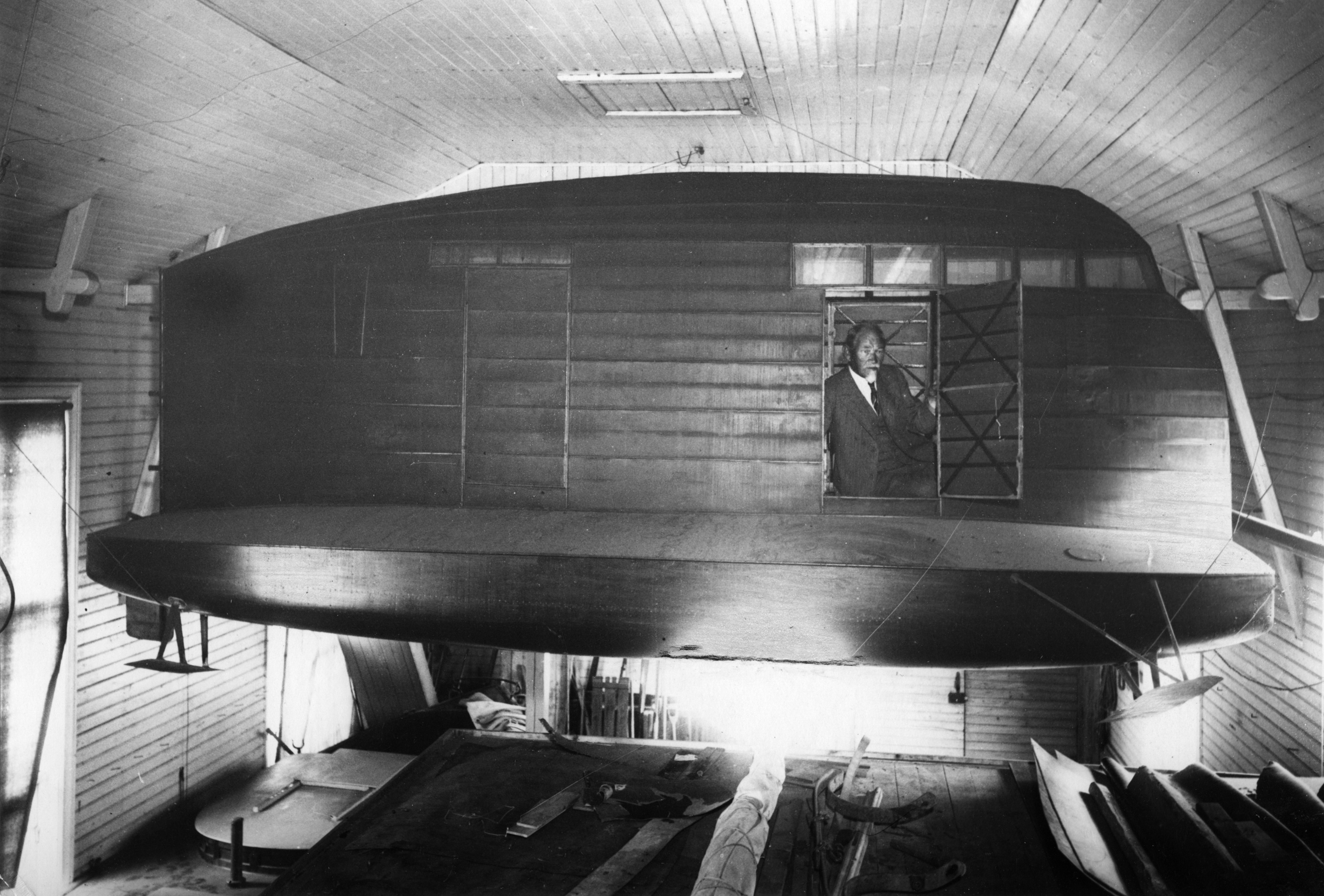
Nyberg i sin flygbåt "Hydran" i hangaren på Täcka udden, omkring 1910.
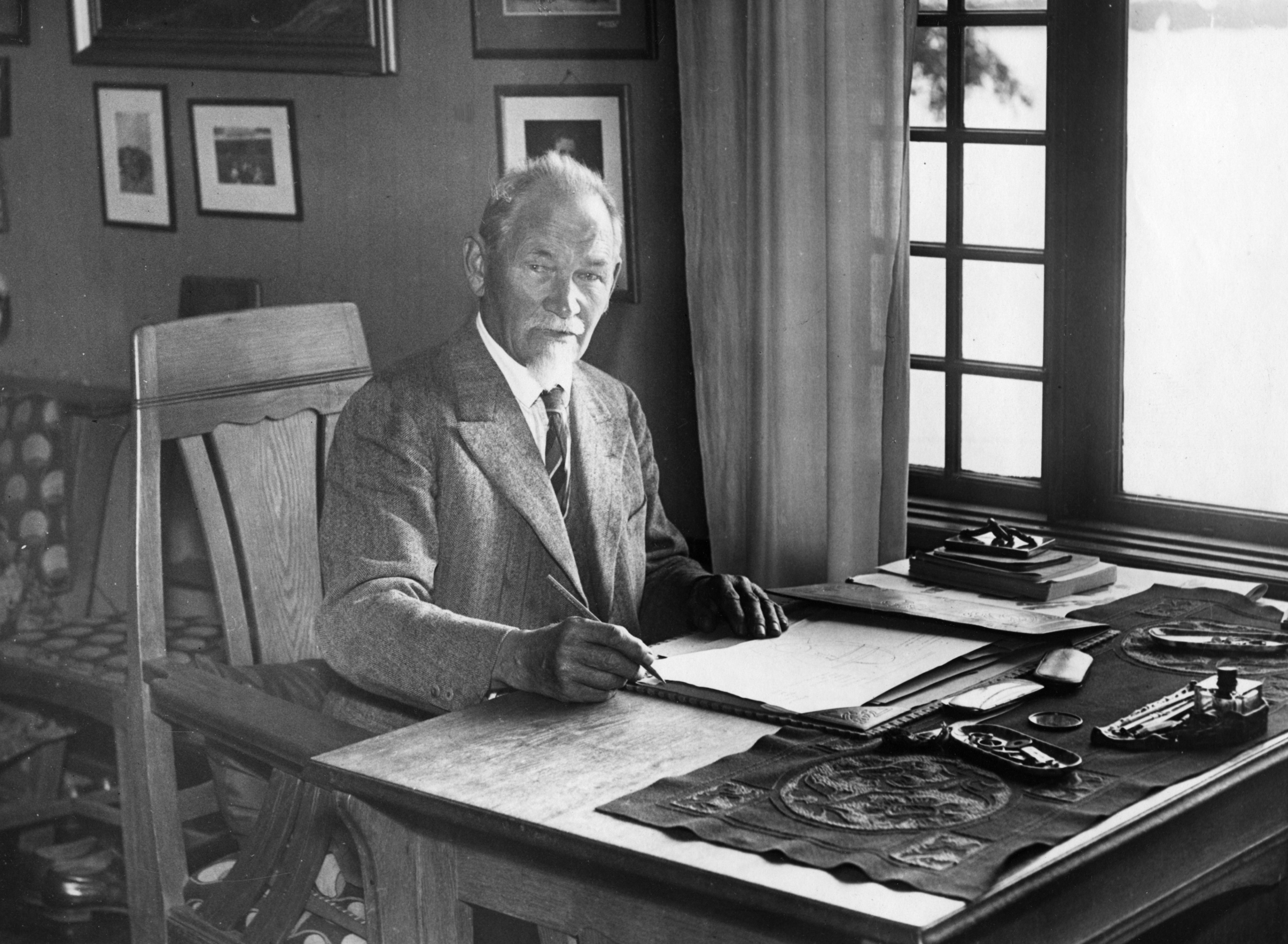
Nyberg vid skrivbordet i villan på Täcka Udden, omkring 1930.

## Täcka uddens byggnader

### Hangaren
Hangaren är av trä med fasader klädda i liggande rödmålad panel med detaljer i ockra och gröna fönstersnickerier. Gaveln mot sjön var byggd som en stor port som kunde föras åt sidan på gejdrar och skenor. Det svängda plåttaket med en spetsig åskam utformades för att åstadkomma gynnsam vindströmning till ett vindkraftverk (numera rivet). Hangaren har invändigt ursprungligt bjälktak. Liksom den i vinkel tillbyggda verkstaden används den numera som verkstad. Intill hangaren finns ett båthus som har samma färgsättning som hangaren.

### Villa Nyberg
Nybergs egen villa är formgiven i nationalromantisk stil. Byggnaden har två våningar med en indragen andra våning och ett kupolkrönt hörntorn. Fasaderna är klädda av rödmålad fjällpanel och taken är täckta av kopparplåt. Här bodde Carl Richard Nyberg fram till sin död 1939. Byggnadens arkitekt var möjligtvis Ferdinand Boberg. Huset, som renoverades senast under tidigt 1990-tal, var till salu för 22 miljoner år 2014.

### Röda villan
Röda villan, även kallad logementet, står inåt land sydväst om hangaren. Byggnaden var tjänstebostad. Det rör sig om en enplansvilla med kvadratiskt planmått. Fasaderna är klädda med rödmålad liggpanel med vita detaljer under ett pyramidtak vars spets avslutas med en skorsten.

### Övriga byggnader
Vid stranden står en rotunda, även den med fasader av röd fjällpanel. Samma fasadmaterial har det lilla huset med kopparklädd kupol som står ute på bryggan. Här finns en sinnrik hissanordning så att man kan höja och sänka bryggan, exempelvis för tvätt. Hela anordningen bärs upp av en betongkonstruktion som är förankrad på land.

Nutida bilder
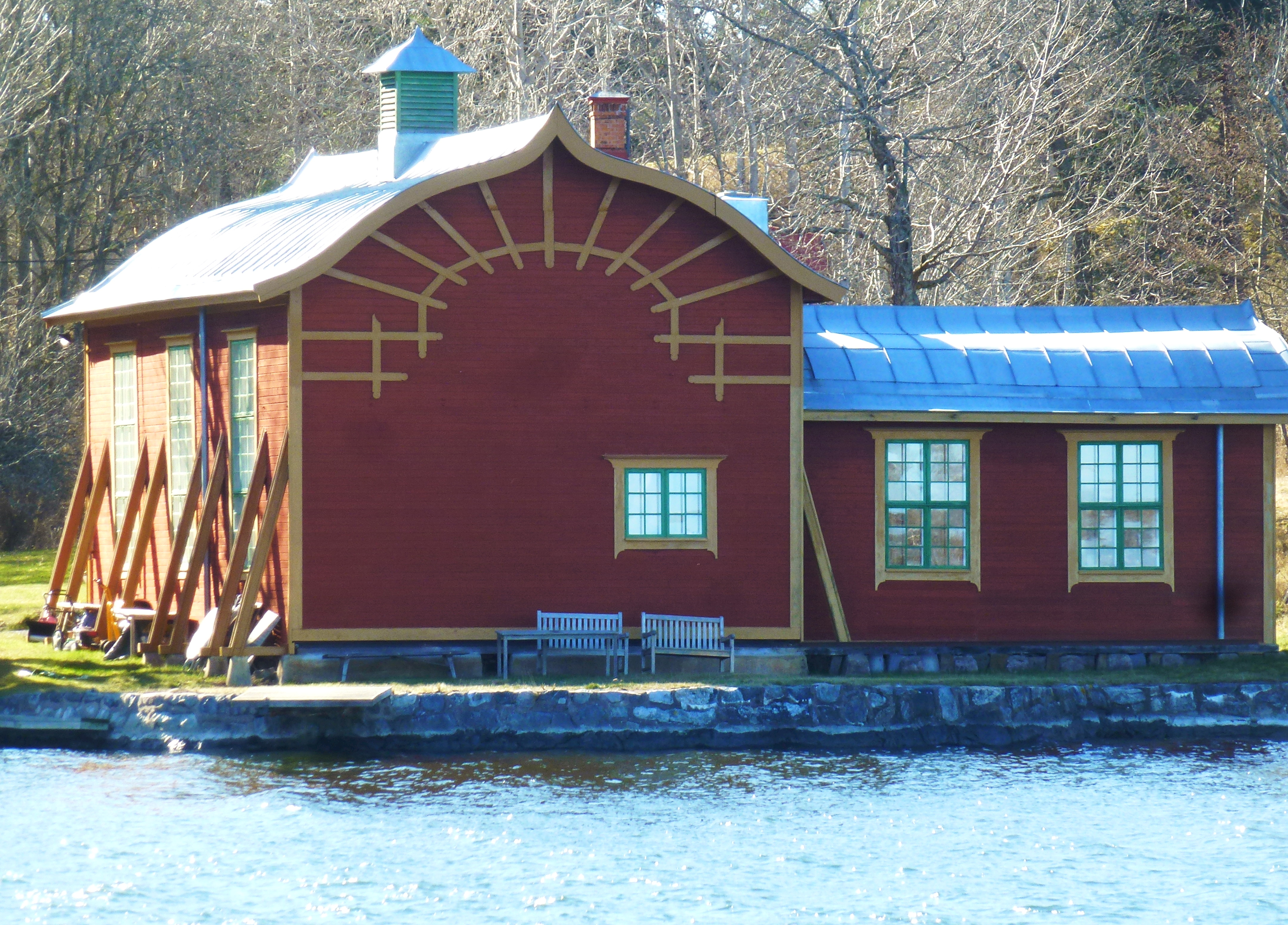
Hangaren och verkstaden.
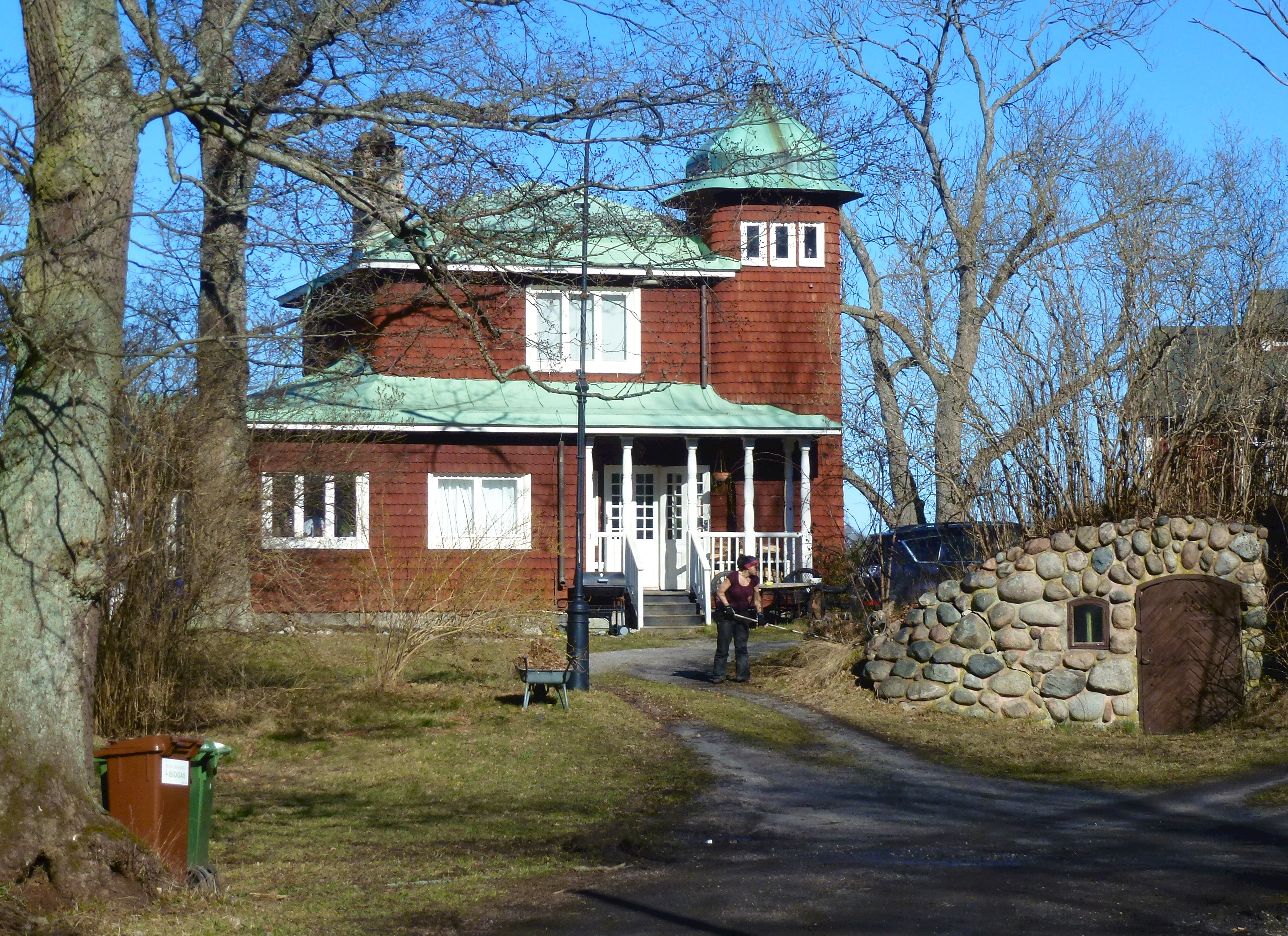
Villa Nyberg.
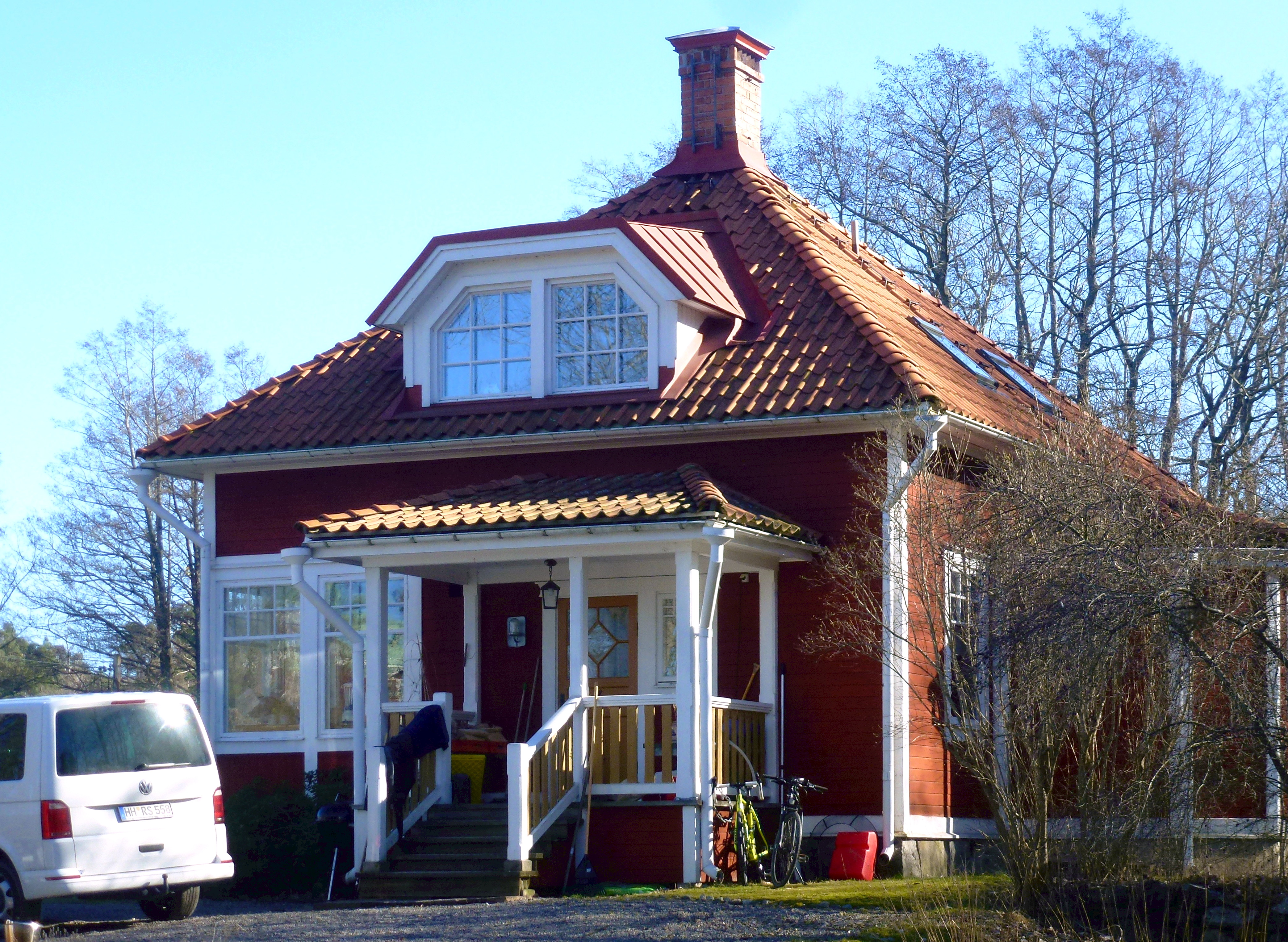
Röda villan.
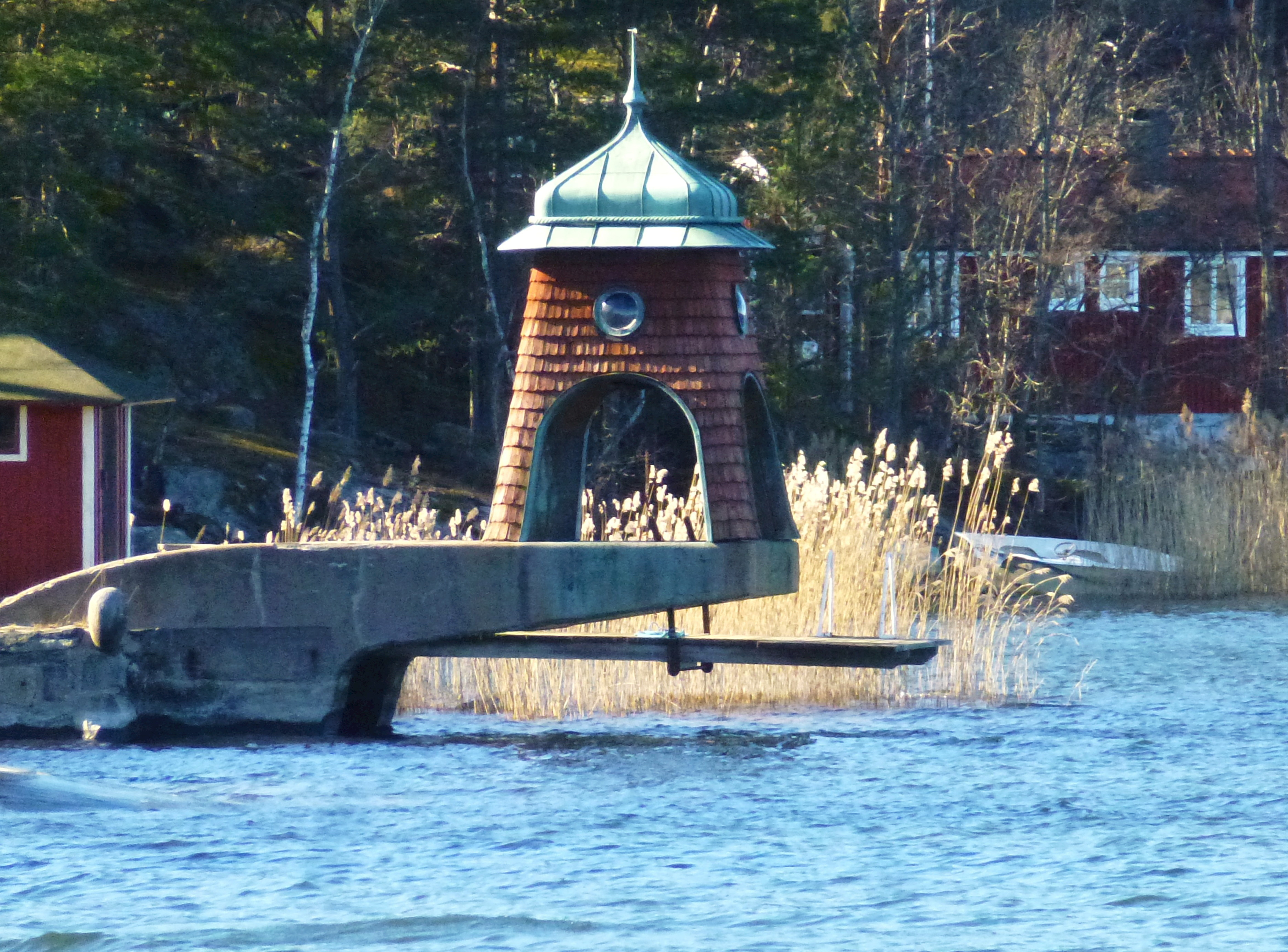
Bryggan.